# Col du Pertus
Der Col du Pertus (oder Col du Perthus, auch Col de Pertus) ist ein 1309 Meter hoher Gebirgspass im französischen Zentralmassiv. Er befindet sich in der Region Auvergne-Rhône-Alpes im Département Cantal und liegt in den Monts du Cantal südlich des Puy Mary (1783 m). Über die D317 verbindet er die Gemeinde Mandailles-Saint-Julien im Nordwesten mit Saint-Jacques-des-Blats im Südosten.
In den Pyrenäen befindet sich mit dem Col du Perthus ein gleichnamiger Pass, der die Grenze zwischen Frankreich und Spanien markiert.

## Auffahrten
Die Nordwest-Auffahrt beginnt in Mandailles-Saint-Julien bei der Église Saint-Laurent und weist auf einer Länge von 4,5 Kilometern eine durchschnittliche Steigung von 8,4 % auf. Im unteren Teil liegen die Steigungsprozente bei mehr als 10 % auf, ehe der vorletzte Kilometer mit 6,5 % im Schnitt deutlich abflacht. Die enge Straße ist kurvenreich und führt durch bewaldetes und offenes Terrain.
Die Südost-Auffahrt von Saint-Jacques-des-Blats ist mit 5,7 Kilometern unwesentlich länger und weist einen Steigungsschnitt von 5,4 % auf. Auf den ersten beiden Kilometern steigt die Straße mit rund 9 % an, ehe zwei flache Kilometer folgen. Im oberen Teil nehmen die Steigungsprozente mit 6,5 % wieder deutlich zu. Ähnlich wie die Nordwest-Auffahrt beinhaltet auch die enge Südost-Auffahrt zahlreiche Kurven.

## Radsport
Der Col du Pertus wurde von der Tour de France erstmals im Jahr 2011 auf der 9. Etappe passiert, die über 208 Kilometern von Issoire nach Saint-Flour führte. Die Passhöhe wurde über die Nordwest-Auffahrt erreicht, die als Bergwertung der 2. Kategorie klassifiziert wurde. Mit Johnny Hoogerland sicherte sich ein Niederländer die meisten Punkte.
Im Jahr 2016 stand die Nordwest-Auffahrt erneut als Bergwertung der 2. Kategorie auf dem Programm, ehe das Ziel im nahe gelegenen Le Lioran erreicht wurde. Rund 17 Kilometer vor dem Ziel nutzte der Belgier Greg van Avermaet den Anstieg, um sich von seinen Fluchtgefährten abzusetzen. Der Belgier sicherte sich die Bergwertung, gewann die Etappe und übernahm das Gelbe Trikot, das er im Anschluss für drei Tage trug.
Bei der Tour de France 2024 wurde der Col du Pertus im Finale der 11. Etappe passiert. Nachdem sich der gesamtführende Tadej Pogačar im vorangegangenen Anstieg des Pas de Peyrol als Solist abgesetzt hatte, nutzte der Däne Jonas Vingegaard die Auffahrt um eine Lücke von rund 30 Sekunden zu schließen. Zwar unterlag er Tadej Pogačar im Sprint um die Bonussekunden, die auf der Passhöhe des Col du Pertus vergeben wurden, doch er gewann die Etappe im Zielsprint in Le Lioran.
| Jahr | Etappe     | Bergwertung  | Fahrer            | Auffahrt |
| ---- | ---------- | ------------ | ----------------- | -------- |
| 2011 | 09. Etappe | 2. Kategorie | Johnny Hoogerland | Nordwest |
| 2016 | 05. Etappe | 2. Kategorie | Greg van Avermaet | Nordwest |
| 2024 | 11. Etappe | 2. Kategorie | Tadej Pogačar     | Nordwest |